# Lumino (Uganda)
Lumino es un subcondado del distrito de Busia. Está ubicado en la región Oriental de Uganda.

## Superficie
Posee una superficie de 34,98 kilómetros cuadrados.

## Población
Hasta 2020 presentaba una población de 17 500 habitantes, con una densidad de población de 500,3 habitantes por kilómetro cuadrado. De ellos 8500 correspondían a hombres (48,6%) y 9000 mujeres (51,4%).